# Gare de Bolquère - Eyne
La gare de Bolquère - Eyne est une gare ferroviaire française située sur le territoire de la commune de Bolquère, à proximité de celle d'Eyne, dans le département des Pyrénées-Orientales en région Occitanie, et dans le massif des Pyrénées.
Elle est mise en service en 1910 par la Compagnie des chemins de fer du Midi et du Canal latéral à la Garonne. 
C'est une halte voyageurs de la Société nationale des chemins de fer français (SNCF) desservie par le Train Jaune, train TER Occitanie spécifique pour la ligne de Cerdagne.

## Situation ferroviaire

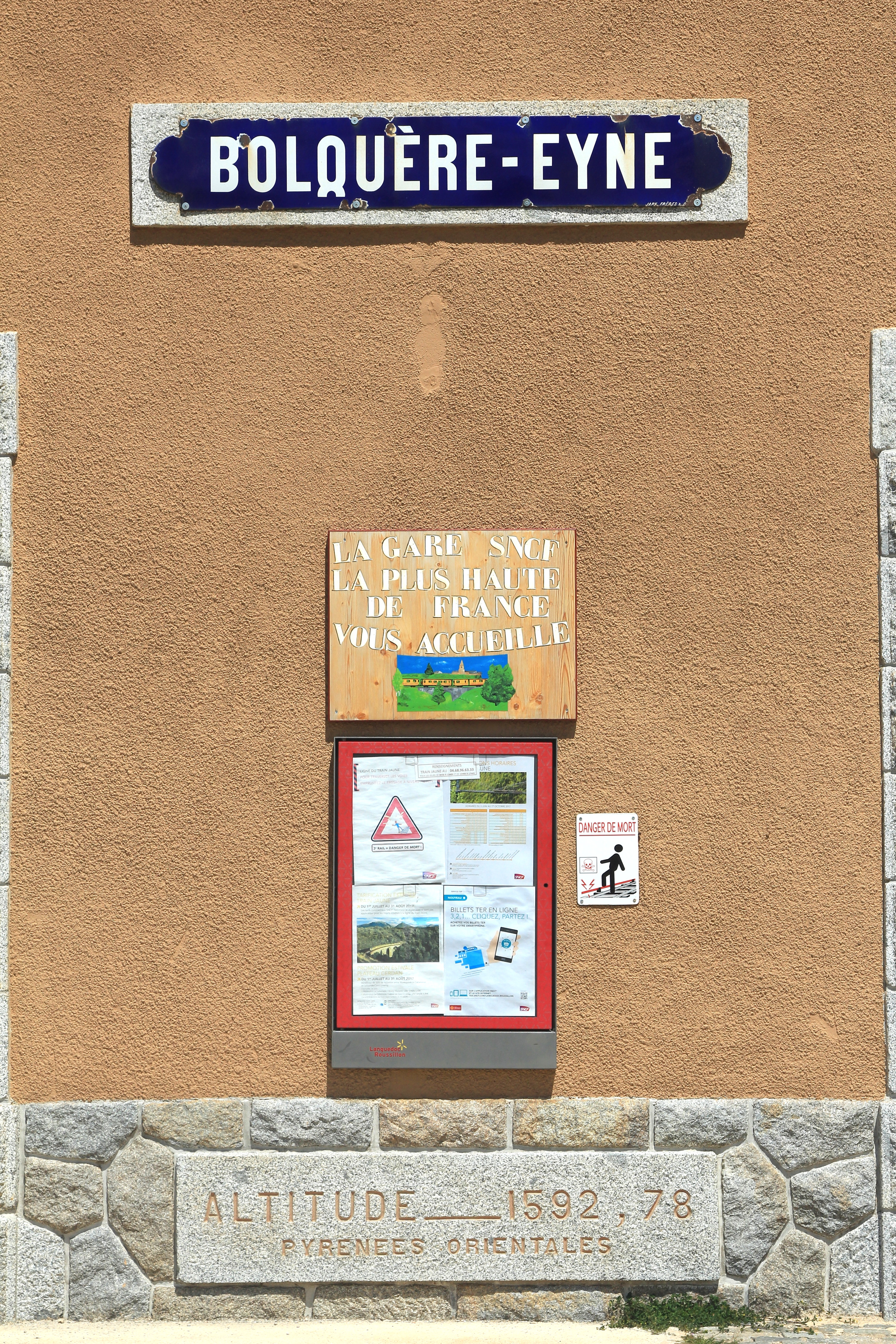

Établie à 1 593 mètres d'altitude, la gare de Bolquère - Eyne est située au point kilométrique (PK) 30,214 de la ligne de Villefranche - Vernet-les-Bains à Latour-de-Carol (voie métrique), entre les gares de Mont-Louis - La Cabanasse et de Font-Romeu-Odeillo-Via. C'est aussi la plus haute gare du réseau ferré national exploitée par la SNCF. La gare du Nid-d'Aigle, du tramway du Mont-Blanc, établie à 2372 m d'altitude, est la plus haute gare de France.

## Service des voyageurs

### Accueil
Halte SNCF, c'est un point d'arrêt non géré (PANG) à entrée libre.

### Desserte

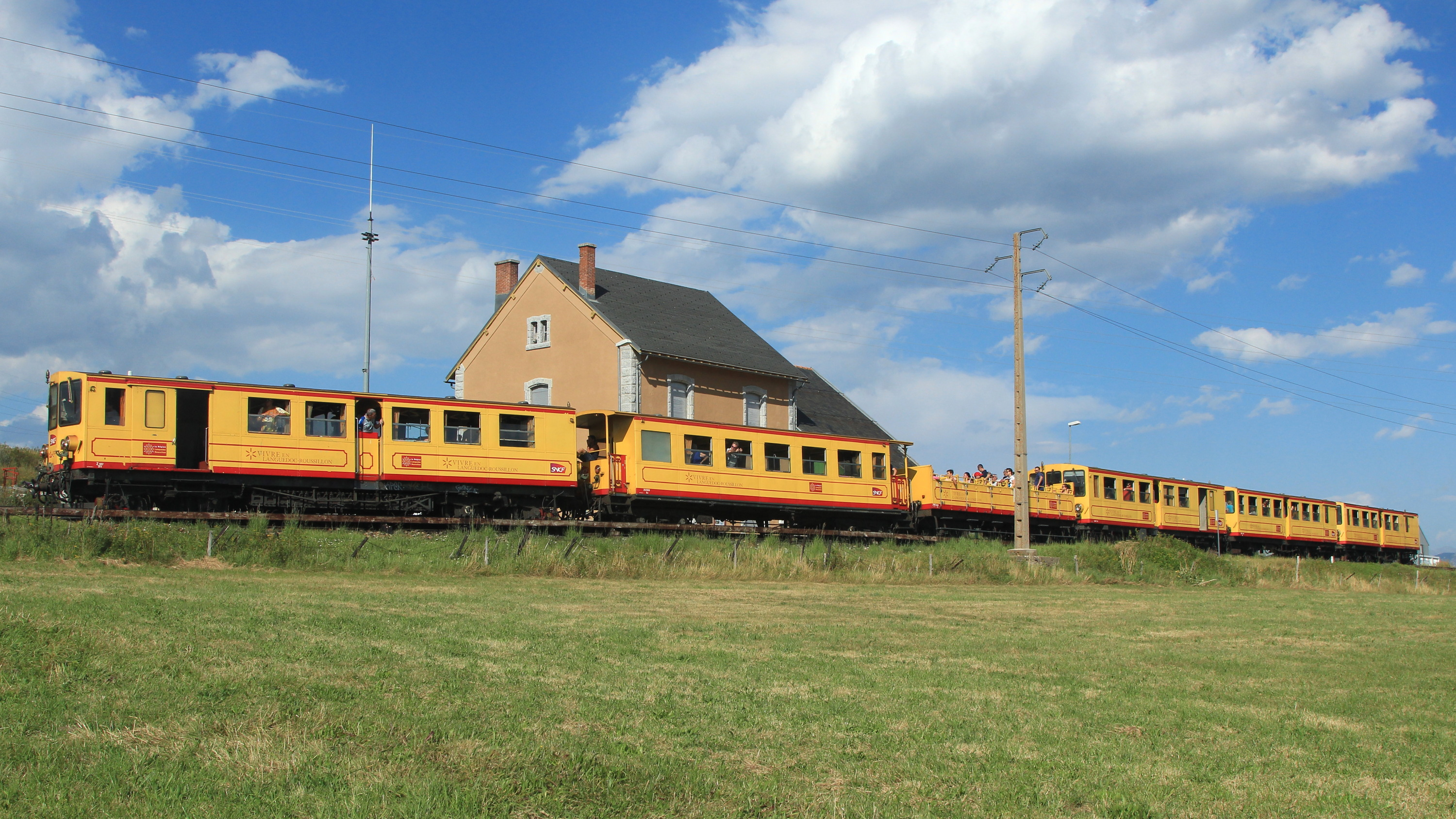

Bolquère - Eyne est desservie par des trains TER Occitanie (Train Jaune) qui effectuent des liaisons entre les gares de Villefranche - Vernet-les-Bains et de Latour-de-Carol - Enveitg.

### Intermodalité
Une aire de stationnement pour les véhicules automobiles est aménagée près de la gare.